# Sharon Kam
Pour les articles homonymes, voir Kam.
Sharon Kam, née le 11 août 1971 à Haifa, est une clarinettiste israëlo-allemande qui se produit internationalement en tant que soliste. Depuis octobre 2022, elle est également professeur de clarinette à la Hochschule für Musik, Theater und Medien Hannover.

## Vie et activité
Sharon Kam a commencé à jouer du piano à l'âge de 5 ans, puis de la flûte à bec entre l'âge de 7 à 15 ans. A 12 ans, elle a commencé à jouer de la clarinette et a reçu une bourse de l'Association culturelle judéo-américaine au bout d'un an seulement. A partir de 1989, elle a étudié pendant quatre ans à la Juilliard School of Music de New York avec une bourse complète, une année avec David Shifrin puis avec Charles Neidich.
Dès 1987, Kam se produit en soliste avec l' Israel Philharmonic Orchestra dans le concerto pour clarinette de Mozart sous la direction de Zubin Mehta, qui l'invite ensuite à faire une tournée avec l'orchestre au Canada. En 1990, elle a été soliste dans un concert historique commun de l'Orchestre philharmonique d'Israël et de l'Orchestre Philharmonique de Berlin à l'occasion des célébrations de la chute du mur de Berlin.
En 1992, Sharon Kam a remporté le concours ARD pour jeunes solistes à Munich. Cette victoire lui a permis à donner une série de concerts en Europe, où elle a rencontré son mari, le chef d'orchestre allemand Gregor Bühl. En 1998, elle a remporté le prix allemand du disque ECHO Klassik de la meilleure interprète de l'année pour l'enregistrement du concerto pour clarinette et le grand duo concertant de Carl Maria von Weber avec le Gewandhausorchester. En 2006, elle a remporté le prix pour la deuxième fois pour ses enregistrements d'œuvres de Spohr, Weber, Rossini et Mendelssohn avec l'orchestre symphonique de la MDR
Sharon Kam s'est produite dans le monde entier avec des orchestres tels que le Gewandhausorchester déjà mentionné, le London Symphony Orchestra, le Württembergisches Kammerorchester Heilbronn, l' Orchestre symphonique de la MDR, l'Orchestre symphonique de Chicago et l'Orchestre philharmonique de Berlin. Elle a notamment joué au Salzburger Festspielen, au Schleswig-Holstein Musik Festival, au Festival de musique de Rheingau (de), au Verbier Festival et à la Schubertiade Vorarlberg. Elle a été artiste en résidence du Festival international du lac de Constance en 2011.
L'interprétation par Kam du concerto pour clarinette de Mozart dans le cadre du 250e anniversaire de Mozart (2006) au Théâtre des États à  Prague a été retransmise en direct à la télévision dans 33 pays et est disponible en DVD. La même année, elle a enregistré le concerto et le quintette pour clarinette de Mozart avec une clarinette de basset.
Kam joue également de la musique de chambre et collabore régulièrement avec des artistes comme Lars Vogt, Christian Tetzlaff, Enrico Pace, Leif Ove Andsnes, Liza Ferschtman, Antje Weithaas, Julian Steckel et le Quatuor Schumann. Depuis 2000, elle participe régulièrement au Festival Spannungen à Heimbach.
Sharon Kam a été curatrice du festival Dvořák à Prague en 2018 et est artiste en résidence à la Tonhalle Düsseldorf pour la saison 2024/2025.
Dans le domaine de la musique contemporaine, elle a créé de nombreuses œuvres, dont le concerto et le quatuor de Krzysztof Penderecki et des concertos de Herbert Willi (au Salzburger Festspielen), Iván Erőd et Peter Ruzicka (à Donaueschingen).

### Vie privée
Sharon Kam est mariée depuis 1994 au chef d'orchestre Gregor Bühl, elle a trois enfants et vit avec sa famille à Hanovre.

## Prix et distinctions
- 1992 : Deuxième prix au Concours international de musique de l'ARD. Le premier prix n'a pas été attribué[4]
- 1993 : Prix Davidoff[5]
- 1998 : Prix ECHO-Klassik de l'« instrumentiste de l'année » pour son enregistrement sur CD des concertos de Carl Maria von Weber avec le Gewandhausorchester sous la direction de Kurt Masur.
- 2002 : Meilleur classement du prix de la critique allemande du disque (de) pour « American Classics » avec le London Symphony Orchestra sous la direction de Gregor Bühl
- 2006 : Prix ECHO-Klassik comme « instrumentiste de l'année »
- 2022 : Opus Klassik dans la catégorie enregistrement de musique de chambre de Hindemith : Œuvres pour clarinette[6]

## Discographie
Sharon Kam a publié de nombreux enregistrements sur les labels Teldec, Berlin Classics, Avi-Music, Harmonia Mundi et Orfeo, :
- 1993 : Prix Davidoff (Gioacchino Rossini : Introduktion, Thema Und Variationen für Klarinette und Orchester F-Dur, Wolfgang Amadeus Mozart :	Divertimento für Streicher F-Dur KV 138 et Konzert für Klarinette und Orchester A-Dur KV 622, avec la Kammerphilharmonie Berlin, dir. Axel Gerhardt (Reemtsma 21930.5.1-1)

- 1996 : Weber - Clarinet Concertos - Grand Duo Concertant, avec Itamar Golan (piano) et le Gewandhausorchester Leipzig, dir. Kurt Masur (Teldec 0630-15428-2)

- 1996 : Works for Clarinet and Piano, œuvres de Robert Schumann, Claude Debussy, Francis Poulenc et Jean Françaix, avec Itamar Golan au piano (Teldec 0630-11022-2)

- 1998 : Mozart and Krommer Clarinet Concertos (Mozart : Concerto pour clarinette en La Majeur K. 622, Krommer : Concerto pour clarinette no 1) avec le Württembergisches Kammerorchester Heilbronn, dir. Jörg Faerber (Teldec 3984 - 21462 - 2)

- 1999 : Sharon Kam meets Krzysztof Penderecki, œuvres de Krzysztof Penderecki et Witold Lutosławski, avec le Czech Philharmonic Orchestra, dir. Krzysztof Penderecki (Teldec 0630-13135-2)

- 2002 : American Classic (Copland: Concerto for clarinet, Bernstein: Prelude, Fugue and Riffs, Gould: Derivations for clarinet and Band, Shaw: Concerto pour clarinette, Gershwin: Summertime, They All Laughed, The Man I Love, I Got Rhythm) avec London Symphony Orchestra, dir. Gregor Bühl (Teldec 8573-88482-2)

- 2005 : Works for Clarinet and Orchestra (Mendelssohn: Konzertstücke pour clarinette, cor de basset et piano, op. 113 et op. 114, Spohr : Concerto pour clarinette no 4 en mi mineur, Weber : Concertino op. 26, Rossini : Introduction, thème et variations), avec le MDR Sinfonieorchester, dir. Gregor Bühl (Berlin Classics 0017792BC).

- 2006 : A Mozart Gala From Prague / Clarinet Concerto (Don Giovanni: Ouverture, K.527, Concerto pour clarinette et orchestre en La Majeur, K.622, Symphonie no 38 en Ré Majeur, K.504 "Prague"), avec Sharon Kam (clarinette de basset), Manfred Honeck (direction), Orchestre philharmonique tchèque, (DVD, Euroarts).

- 2007 : The Romantic Clarinet (Rietz : Klarinettenkonzert op. 29, Bruch : Concerto pour clarinette et alto op. 88, Weber : Quintette pour clarinette et cordes op. 34 arr. für Streichorchester), avec Ori Kam (alto) et le Sinfonia Varsovia, dir. Gregor Bühl (Berlin Classics 0300622BC)

- 2008 : Souvenirs, avec Itamar Golan au piano (Berlin Classics 0016342BC)

- 2008 : ...pour clarinette: Hindemith - Debussy - Trojahn - Poulenc, avec  Diemut Schneider (clarinette), Lars Vogt (piano), Paul Rivinius (piano), Antje Weithaas (violon) et Gustav Rivinius (violoncelle) (Avi-Music 8553128)

- 2009 : Brahms: Sonatas and Trios, avec Martin Helmchen au piano et Gustav Rivinius au violoncelle (Berlin Classics 0016382BC)

- 2011 : Mozart, concerto pour clarinette en la majeur KV 622 avec la Haydn-Philharmonie et quintette avec clarinette en La Majeur KV 581 avec Isabelle van Keulen et Ulrike-Anima Mathé violon, Volker Jacobsen alto et Gustav Rivinius violoncelle (Berlin Classics 0016672BC)

- 2013 : Opera !, arrangements d'œuvres de Rossini, Verdi, Puccini, Amilcare Ponchielli et Ermanno Wolf-Ferrari, avec le Württembergisches Kammerorchester Heilbronn, dir. Ruben Gazarian (Berlin Classics 0300547BC)

- 2013 : Brahms - Clarinet Quintet - String Quartet No. 2, avec le Jerusalem Quartet (Harmonia Mundi, HMC 902152)

- 2014 : Weber - Zauber der Klarinette - Magic of the Clarinet, avec le Leipzig Gewandhaus Orchestra, dir. Kurt Masur

- 2015 : Brahms - Reger avec Isabelle van Keulen et Ulrike-Anima Mathé au violon, Volker Jacobsen à l'alto et Gustav Rivinius au violoncelle (Berlin Classics 0300643 BC)

- 2019 : Contrasts, œuvres de Mozart, Schumann, Brahms, Bartók et Rechtman, avec Ori Kam à l'alto et Matan Porat au piano (Orfeo C 983 191)

- 2020 : 1811, œuvres de Weber, Kurpiński et Crusell, avec l'ORF Vienna Radio Symphony Orchestra, dir. Gregor Bühl (Orfeo C 995 201)

- 2021 : Hindemith - Clarinet Concerto ∙ Clarinet Quartet ∙ Sonata, avec Antje Weithaas (violon), Julian Steckel (violoncelle), Enrico Pace (piano) et le Frankfurt Radio Symphony, dir. Daniel Cohen (Orfeo C210041)